# Velanídia (Laconie)
Pour l’article homonyme, voir Velanidiá (Attique).
Velanídia, en grec moderne : Βελανίδια, est un village du dème de Monemvasia, district régional de Laconie, en Grèce. 
Selon le recensement de 2011, la population du village s'élève à 353 habitants.